# François Thiery
Pour les articles homonymes, voir Thiery.
 (janvier 2022).
Si vous disposez d'ouvrages ou d'articles de référence ou si vous connaissez des sites web de qualité traitant du thème abordé ici, merci de compléter l'article en donnant les références utiles à sa vérifiabilité et en les liant à la section « Notes et références ».
François Thiery est un médecin et physicien français du XVIIIe siècle.
Il est l'auteur d'une thèse sur le filtrage de l'eau. Sa thèse est en latin avec version française en face. Il était médecin à Pont-à-Mousson.

## Filtrage de l'eau
Le filtrage pour rendre l'eau propre à la consommation fut depuis toujours un problème. Dès le XVIe siècle, on utilisait à Paris des filtres à sable pour purifier l'eau de la Seine. D'autres systèmes (fontaines de cuivre, filtres à éponges, etc.) ont été utilisés.

## Publications
- Question de médecine qui doit être discutée le matin pour les disputes Cardinales, dans les Écoles de Médecine, le jeudi 20 février 1749, sous la présidence de M. Camille Falconet... Si on doit rejeter entièrement l'usage des vaisseaux de cuivre dans la préparation des aliments. S.l.n.d. (1749). Il veut prouver que la vaisselle en cuivre présente de grands dangers pour la santé des consommateurs. On y trouve d'intéressantes considérations culinaires dans lesquelles il met en cause les pratiques des cuisiniers et des traiteurs.